# 2019 en Islande
Chronologie de l'Islande
- 2015
- 2016
- 2017
- 2018
- 2019
- 2020
- 2021
- 2022
- 2023

Cet article présente les faits marquants de l'année 2019 en Islande ou relatifs à l'Islande.

## Gouvernement
- Président : Guðni Th. Jóhannesson
- Premier ministre : Katrín Jakobsdóttir

## Événements
- 15 février : visite du secrétaire d'État des États-Unis Mike Pompeo[1].
- 28 mars : la compagnie aérienne Low cost WOW air annonce la cessation de ses activités.
- 18 août : pose d'une plaque commémorative au sommet du glacier Ok, premier glacier à être déclaré mort en Islande[2].
- 12 novembre : WikiLeaks révèle ce qui sera l'affaire Fishrot (en), un scandale de corruption de l'entreprise Samherji (en) pour des quotas de pêche en Namibie[3].
- 10 décembre : tempête de neige et de vent avec des rafales de 150 km/h en moyenne et de plus de 250 km/h mesurées à Skaftafell.

## Culture

### Cinéma
- Entre le 22 et le 30 novembre : prix du meilleur film au Festival de Turin pour Un jour si blanc réalisé par Hlynur Pálmason.

### Littérature
- 8 novembre : le prix Médicis étranger est décerné à Auður Ava Ólafsdóttir pour son roman Miss Islande.

## Décès
- 31 juillet : Harold Prince, metteur en scène et producteur américain de théâtre mort à Reykjavik
- 2 septembre : Atli Eðvaldsson, footballeur
- 8 décembre : Vilhjálmur Einarsson, athlète triple saut